# Castello Farnese
Das Castello Farnese ist eine Höhenburg im höchsten Teil der italienischen Gemeinde San Valentino in Abruzzo Citeriore in der Provinz Pescara.

## Geschichte
Die Normannen ließen die Burg in der zweiten Hälfte des 13. Jahrhunderts errichten. Sie gehörte zum Kloster San Clemente a Casauria, fiel dann nacheinander an die Orsinis, an die Acquavivas und an die Farneses, bis sie schließlich 1583 in Besitz von Margarethe von Parma war, die sie in der heute erhaltenen Form restaurieren ließ. Seit dieser Zeit heißt die Burg „Palazzo Farnese“. Dort war bis zur bourbonischen Epoche im 19. Jahrhundert die Gemeindeverwaltung untergebracht.

## Beschreibung
Am Castello Farnese im oberen Teil des Dorfes sieht man die vielen Teileinstürze und Restaurierungen über die Jahrhunderte, die sie von einer mittelalterlichen Burg mit Kurtine zu einem Adelspalast werden ließen. Die Anlage hat einen kreisrunden Grundriss; die Umfassungsmauer ist durch Wachtürme unterbrochen, die heute teilweise in den Palast aus dem 16. Jahrhundert integriert sind. Der eigentliche Palast hat viel von seiner ursprünglichen Struktur verloren und besteht aus etlichen herrschaftlichen Räumen. In der Eingangshalle befindet sich eine Inschrift aus dem Jahre 1507, Giacomo di Tolfa dort anbringen ließ.
Die heutige Anlage präsentiert sich in vielen Teilen offener, wogegen der ursprünglich einzige Eingang auf der Nordostseite zum Platz hin über eine zweizügige Treppe erreichbar ist. Das Mauerwerk aus vermörtelten Steinen ist aus quadratischen Steinblöcken zusammengesetzt und lässt die vielen Teilabrisse und Wiederaufbauten erkennen. Die Eingangshalle öffnet sich zum Innenhof hin, der von den vielen Einzelbaukörpern des Komplexes gebildet wird. Der älteste Baukörper hat zwei Stockwerke und befindet sich im Bereich des Eingangs. Neben dem Gebäude unmittelbar links davon liegt die Ehrentreppe, die den Eingang mit der quadratische Loggia, die mit Dekorationen aus dem 16. Jahrhundert verziert ist, verbindet. Dagegen kann man von außen heute noch die Baukörper erkennen, die im Laufe der Zeit hinzugefügt wurden.